# Paimpol
Paimpol är en kommun i departementet Côtes-d'Armor i regionen Bretagne i nordvästra Frankrike. Kommunen ligger i kantonen Paimpol som tillhör arrondissementet Saint-Brieuc. År 2022 hade Paimpol 7 266 invånare.

## Befolkningsutveckling
Antalet invånare i kommunen Paimpol
Referens:INSEE